# Миха-нана
Ми́ха-на́на (Ми́ха-нянилг)  — в чечено-ингушской мифологии Богиня ветра. 

#### Этимология имени
В переводе с ингушского и чеченского. - "мать ветров".

## В мифологии
Когда Миха-нана рассердится на людей, она насылает ветры и губит посевы, разметает копны и стога. Когда-то Миха-нана была заключена в такую пещеру, из которой не было никакого выхода, даже малейшего отверстия. Говорят, что когда у Маго (Магала) из сундука вышла «звезда ветров», она раскрыла пещеру и выпустила Миха-нану. Поэтому благодати стало меньше. Если бы кто попытался изловить «звезду ветров», тому Миха-нана сама пришла бы в руки, и он бы мог ее вновь заключить в пещеру

## Легенды и Сказания

#### Звезда ветров
В горах есть теперь развалины одного аула, который прежде носил название Магал. Аул этот расположен на обрывистом склоне Черных гор, в Шанском ущелье. Давным-давно, когда аул этот был еще населен так, что мог выставить шестьдесят всадников, — жил в нем один ученый человек, которого звали также Магалом; у него была весьма замечательная священная книга, из которой он обыкновенно черпал свою мудрость и знание; эта книга и теперь еще хранится в храме, находящемся между развалинами аула и носящем название «Мага-ерда». У него хранилась драгоценная и замечательная «звезда ветров»; она лежала в крепком сундуке, который не могли разбить никакие инструменты, и на самом его дне была прикрыта многими другими вещами. В доме этого же Магала жила замечательная белая змея; она умела говорить по-человечески и считалась членом семьи Магала за свою разумность и кроткое поведение. Однажды ученый Магал, приготовивший все необходимые дорожные принадлежности и вооружившись лучшим своим оружием отправился на юг, в «грузинскую сторону, которая лежала далеко за снеговыми горами. Окончив все свои дела, Магал возвращался назад. Дорогой он заехал на ночлег в аул Затор; по обычаю, горцев, хозяин сакли, в которой Магал остановился, зарезал барана и стал угощать своего гостя. Во время еды, Магал заметил, что у козла, лежавшего недалеко от кунацкой сакли, закачалась борода. Обстоятельство это поразило Магала, в то время в горах вовсе не существовало ветров. Магал, не смотря на свой сильный аппетит, перестал есть и начал думать о причине такого странного явления. Вдруг он вспомнил о Звезде Ветров, которая хранилась в его сундуке; так как ключ от сундука он оставил своей жене, то у него явилась мысль: «Не случилось ли чего с сундуком? Эта мысль до того овладела Магалом, что он, не кончивши своей еды, тотчас же вскочил на коня и поскакал домой. Между тем в его отсутствие в семье случилось важное происшествие. Один из маленьких сыновей Магала любил постоянно играть со змеей; во время отсутствия отца, он, играя с нею, ударил ее ножом и отрубил ей хвост. Змея страшно рассердилась на мальчика, бросилась на него и ужалила так, что мальчик вскоре умер. Несчастная мать мальчика, прибежав на крик своего ребенка и увидев его труп, совершенно растерялась от горя и начала бегать по комнатам. В это время, ища как-бы бессознательно тряпки для раны сына, она отворила заветный сундук и начала ворочать в нем рукою. Лишь только она отвернула предметы, покрывавшие звезду ветров», последняя быстро поднялась и улетела на небо. С этого времени в горах начали дуть почти ежедневно сильные ветры, Раньше их никогда не бывало. Прискакав домой, Магал был страшно поражен совершившимся несчастьем, особенно потерею звезды. Зная, что белая змея владеет многими чудодейственными секретами, он стал вызывать ее к себе из норки, обещал сделать ей хвост из золота и серебра, а за это просил ее только содействовать возвращению с неба звезды ветров в заветный сундук. Белая змея наконец вышла из своей норки и приблизилась к Магалу. Она хотела уже вступить с ним в переговоры, но, нечаянно взглянув на свой отрубленный хвост, вдруг раздумала и сказала ему:
«Нет, Магал! Как я не забуду своего отрезанного хвоста, пришивши золотой, так и ты не забудешь своего сына и рано или поздно убьешь меня. Поэтому между нами больше уже не может быть мира и согласия!»
Сказав это, змея опять поползла назад и скрылась в своей норке. Когда змея вышла из норки для объяснения с Магалом, звезда ветров так низко опустилась с неба над саклею Магала, что ее можно было достать с крыши; когда же змея удалилась в свою норку, звезда снова поднялась на воздух, так что чуть виднелась на высоте.

## Культ
В  Кистинском и Джейраховском ущельях дуют южные ветры в начале весны и в конце лета. Ветры эти причиняют ингушам большие  убытки: разносят хлеб, неубранный с поля, а в особенности сено, Так  что ингуш иногда остается без всякого запаса на зиму. Неудивительно, что на ингуша ветер наводит страх и в воображении его является олицетворением женщины, которая называется «матерью Ветров».

#### Календарь
Ей, во время полевых работ, посвящают понедельник (оршот) и соблюдается строго, чтобы в этот день никто не работал в ауле. На того же, кто не соблюдает этого праздника, смотрят как на нарушителя общественного благополучия и, боже сохрани, если в этот день случится ветер! Тогда со всех сторон слышны проклятия на голову виновника и всякий от него отворачивается.